# Barranquilla
Barranquilla er en by i den nordlige del af Colombia, der med et indbyggertal (pr. 2005) på cirka 1.109.000 er landets fjerdestørste by. Byen blev grundlagt i 1813, og ligger på kysten til det Caribiske hav.